# 北海道道202号八雲停車場線
北海道道202号八雲停車場線（ほっかいどうどう202ごう やくもていしゃじょうせん）は、北海道二海郡八雲町内を結ぶ一般道道（北海道道）である。

## 概要
八雲駅と国道5号を結ぶ総延長35mほどの道路であったが、国道5号八雲バイパスが完成し、旧国道区間が北海道道1029号花浦内浦線となったことに伴い、路線が現国道交点まで区間変更された。

### 路線データ
- 起点：北海道二海郡八雲町本町（JR北海道 函館本線 八雲駅）
- 終点：北海道二海郡八雲町豊河町（国道5号交点）
- 総延長：0.661 km
- 実延長：0.641 km
- 重用延長：0.020 km

## 歴史
- 1954年（昭和29年）3月30日 - 50号として路線認定[1]。総延長0.035 km。
- 1985年（昭和60年）2月28日 - 国道5号八雲バイパスの完成に伴い区間変更[2]。終点が変更となる。
- 1994年（平成6年）10月1日 - 路線番号を202号に変更[3]。

この路線の前身は、1920年（大正9年）4月1日に認定された準地方費道21号熊石八雲停車場線の一部区間である。

## 地理

### 通過する自治体
- 渡島総合振興局
  - 二海郡八雲町

### 交差する道路
八雲町
- 北海道道1029号花浦内浦線 - 本町
- 国道5号 - 豊河町（終点）

### 沿線にある施設など
八雲町
- JR北海道 函館本線 八雲駅 - 本町125番地1
- 八雲駅前郵便局 - 富士見町27-1
- 八雲警察署 - 富士見町113